# Pierre Bontemps

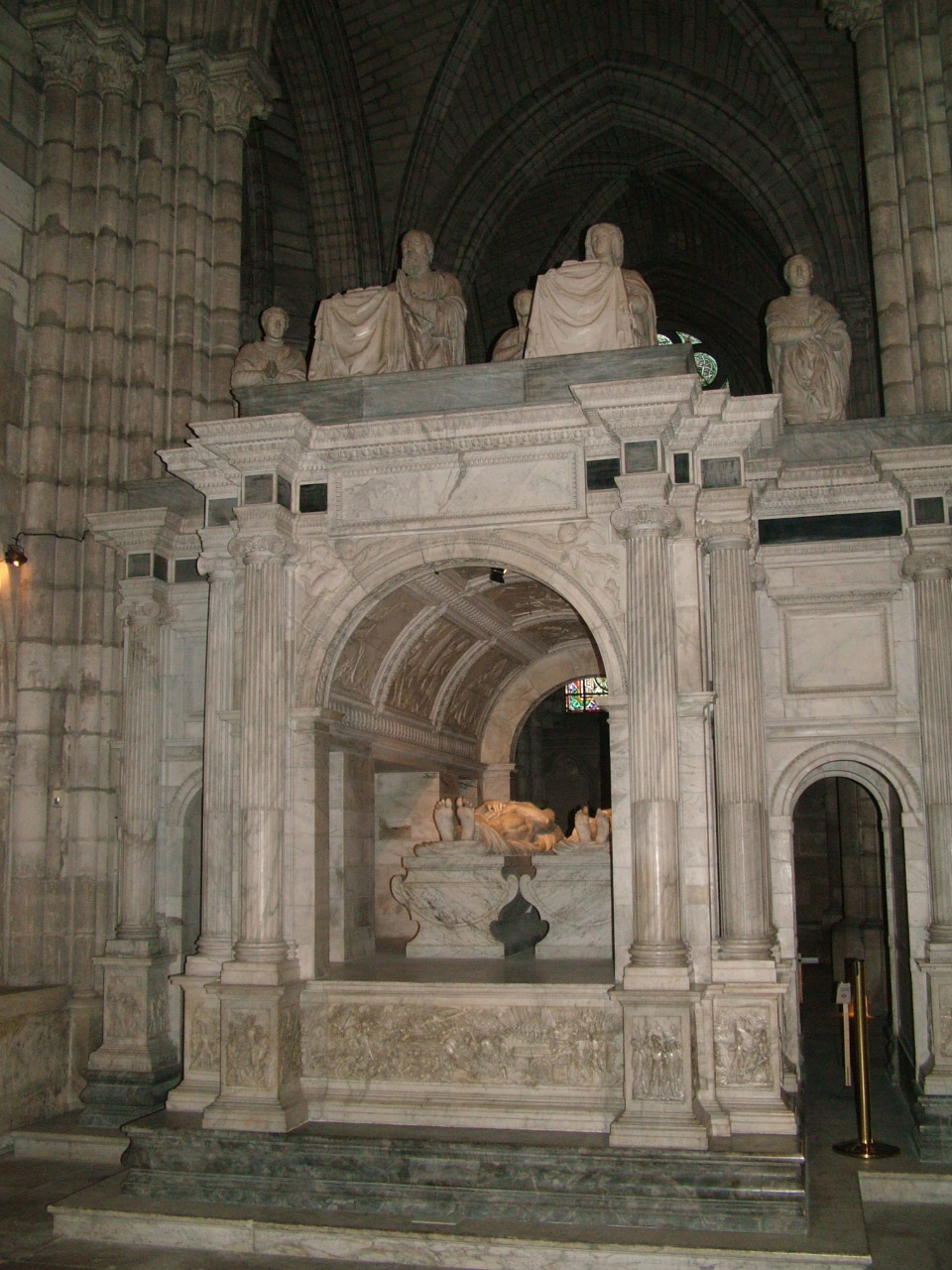
Grab von Franz I. in der Abtei Saint-Denis

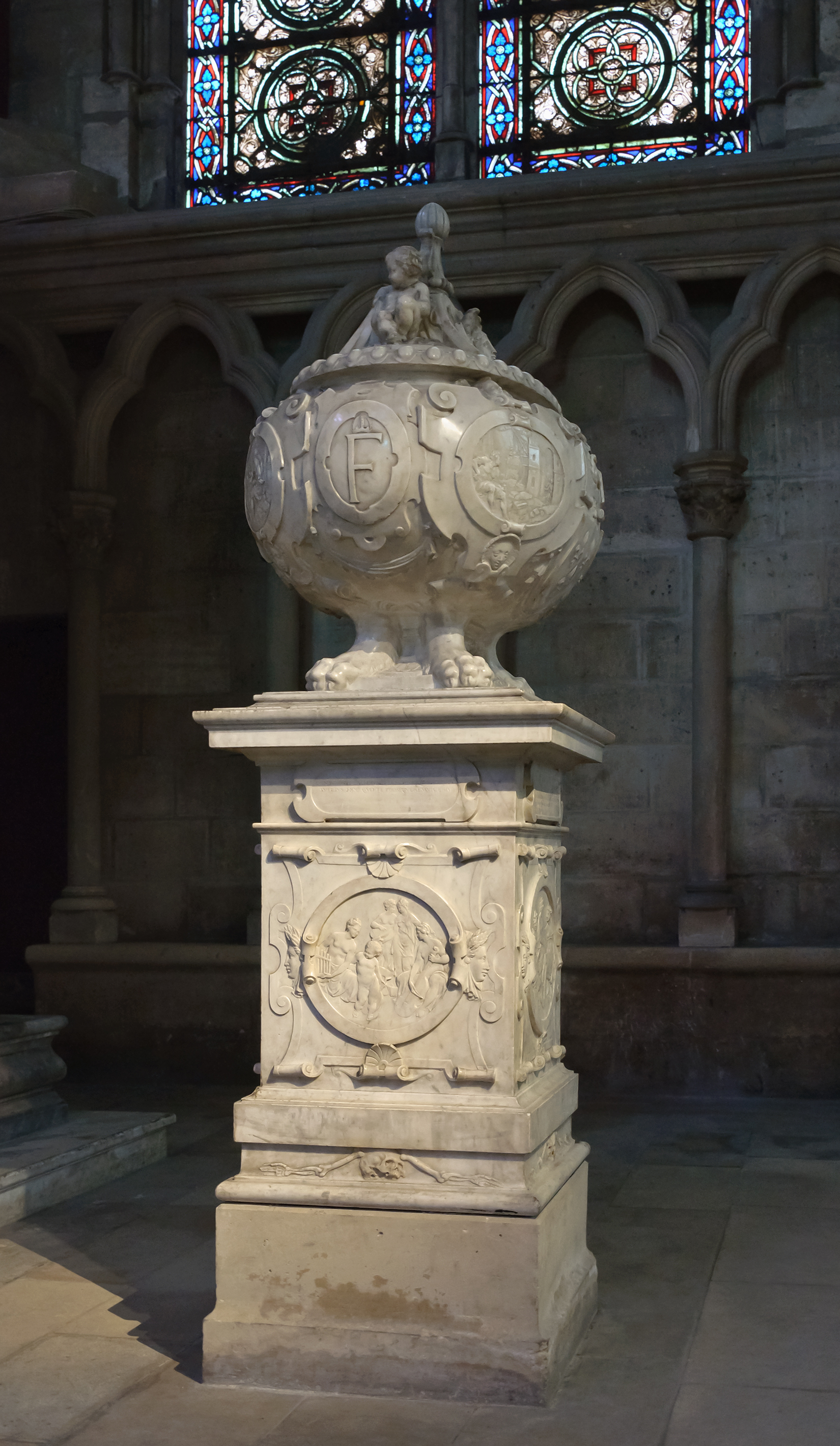
Grabmonument für das Herz von Franz I., 1556, Kathedrale von Saint-Denis

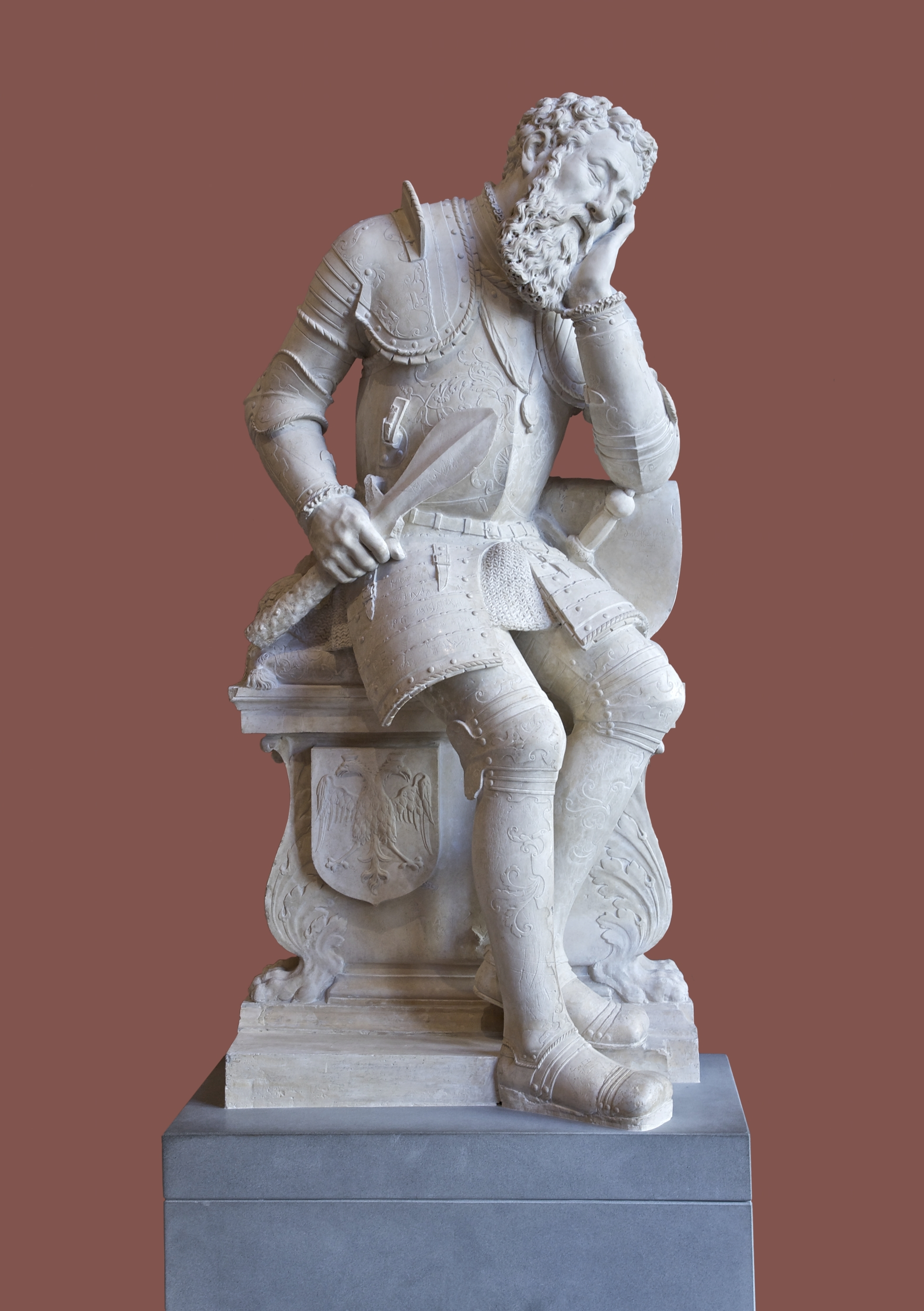
Grabmonument für Charles de Maigny 1557, Louvre

Pierre Bontemps (* um 1505; † 1568) war ein französischer Bildhauer der Renaissance. 
1536 bis 1540 wird er als Assistent des Architekten Francesco Primaticcio (1504–1570) bei der Ausführung der Stuckaturen von Schloss Fontainebleau erstmals erwähnt.
Bekannt sind seine Grabskulpturen, insbesondere jene des Grabes von Franz I. in der Kathedrale von Saint-Denis mit seinen aus Marmor herausgearbeiteten Reliefs von Schlachtszenen (Schlacht bei Marignano sowie Schlacht von Ceresole) am Sockel, der die Skulpturen des Königs, dessen Gemahlin Claude de France und drei ihrer Kinder (die beiden Dauphins Franz und Karl sowie die jung verstorbene Prinzessin Charlotte) stützt. Franz’ Grabmal wurde vom Thronfolger Heinrich II. in Auftrag gegeben (der Entwurf stammte noch von Philibert Delorme) und zwischen 1549 und 1559 ausgeführt. Auch das Grabgefäß für das Herz von Franz I., welches ursprünglich in der Abtei von Hautes-Bruyères (Département Yvelines) aufbewahrt wurde und heute in der Kathedrale von Saint-Denis untergebracht ist, ist Bontemps Werk.
Das von ihm 1557 erschaffene Grabdenkmal für Charles de Maigny, der 1540 bis zu seinem Tod Hauptmann der königlichen Garde war, ist im Louvre zu sehen. Die beiden Grabstätten sind die einzigen erhaltenen Werke, die ihm mit Bestimmtheit zugeschrieben werden. Der Bildhauer Germain Pilon war vermutlich einer seiner Schüler.